# 布雷加
布雷加或卜雷加（阿拉伯语：‎，Marsā al Burayqah），利比亚东部的一座城鎮，濒临地中海南部的苏尔特湾。该市隶属绿洲省，人口约7000人。布雷加为利比亚的石油重镇。在2011年利比亚内战中，该市成为利比亚政府军与反政府武装争夺的重要据点。

## 交通
布雷加拥有一个机场，与首都的黎波里有定期的航班。

## 石油
布雷加北部有一处石油设施，是卡扎菲部队与反对派武装争夺的重点。

## 防卫设施
反对派武装发言人穆罕默德·扎维耶于2011年7月15日向媒体说，由于布雷加所处沙漠环境，战斗进行得非常艰难，卡扎菲部队还在布雷加周边布下100多颗地雷，反对派面临艰巨的清雷任务。